# 皆川博惠
皆川博惠（日语：／ Minagawa Hiroe，1987年8月19日—），日本女子摔跤运动员。她曾代表日本参加世界摔跤锦标赛，获得一枚银牌和二枚铜牌。她也曾参加2020年夏季奥林匹克运动会。